# Roger Rioland
Roger Rioland   (Vitry-sur-Seine, 20 d'octubre de 1924 - Ivry-sur-Seine, 23 de març de 2018) va ser un ciclista francès que fou professional entre 1947 i 1956. Va destacar en el ciclisme en pista on va guanyar, com amateur, el Campionat del món en Persecució.

## Palmarès en pista
- 1946
  -  Campió del món amateur en Persecució
- 1947
  -  Campió de França amateur en Persecució
- 1948
  -  Campió de França en Persecució
- 1951
  -  Campió de França en Persecució
- 1952
  -  Campió de França en Persecució

## Palmarès en ruta
- 1944
  - 1r a la París-Évreux
- 1952
  - Vencedor d'una etapa al Tour de l'Oise